# Szabó János (forradalmár, 1897–1957)
Szabó János (Zaguzsén, 1897. november 17. – Budapest, 1957. január 19.) gépkocsivezető, az 1956-os forradalom idején a budapesti Széna téri összecsapások során a szabadságharcosok legendás parancsnoka, akit mindenki Szabó bácsi néven ismert. A forradalmat követő megtorlások során kivégezték.
Édesapja tanító volt, de meghalt, amikor János hároméves volt. Édesanyja elhagyta a gyermeket, aki így először menhelyen nevelkedett, majd egy család vette magához 15 éves koráig. Gyermekkora nagyon hasonlít Móricz Zsigmond Árvácskájához. Annak ellenére, hogy nagyon sanyarú körülmények között él, Temesváron két polgári iskolát végzett el és megszerezte a géplakatosi szakképesítést, ami abban az időben egy igen komoly megbecsüléssel övezett szakma volt. Az I. Világháborúban, 17 évesen önkéntesnek jelentkezik a magyar hadseregbe és az orosz fronton felderítőként tevékenykedik. Egy alkalommal hét hadifoglyot ejt egymaga, amiért a Nagy Ezüst vitézségi érdemrendben részesül.  Az 1918-as békekötés Olaszországban éri. Innen tér haza és áll be a Vörös Hadseregbe 1919-ben, amikor értesül arról, hogy az felszabadító hadműveleteket indított az elcsatolt területeken. Részt vesz a felvidéki harcokban, de amikor a győztes csapatokat a parancsnokság visszarendeli Budapestre, csalódottságában elhagyja az országot és belép a francia Idegenlégióba. Két évre rá Bulgáriában hadakozik egységével, ahonnan megszökik és szülővarosába megy, amely ekkor már Romániához tartozik. 1942-ben Magyarországra költözik, majd a II. Világháborút követően, fölül a propagandának és belép a Kommunista Pártba. Azonban a "kék cédulás" választás és a kommunista hatalomátvétel miatt kiábrándul mindenféle politikából és 1949 kemény telén, a befagyott Dráván átkel Jugoszláviába, ahol azonban a határőrök elfogják. Három hónapra becsukják, majd visszaadják a magyar a hatóságoknak. Tiltott határátlépés miatt ismét börtönbe kerül. Szabadulása után 1953-ban letartóztatja az ÁVH. Egy éven kihallgatják, verik és úgy kezelik, mint jugoszláv kémet. 1956 októberében, mint karizmatikus, képzett hadfi, már a második napon a Széna tér választott parancsnoka lesz és október 28-án sikeresen visszaveri a szovjet tankok támadását. A tűzszünet kihirdetése után egysége a II. kerületben tölt be rendfenntartó feladatot (Forrás: Dr. Hidán Csaba: "Akikért a harang szól". - youtube.com).
„Szerény kisöreg volt” – emlékszik meg róla Gosztonyi Péter, aki 1956. november 3-án találkozott vele, amikor Szabó bácsi hiába kereste Maléter Pált a Kilián laktanyában. Ugyancsak Gosztonyi megemlékezése szerint a műegyetemisták „‘56 Bem apójának” nevezték Szabó bácsit.

## 1956-ban
Az ellenállókhoz október 26-án csatlakozott. A tömegben állva figyelte, ahogy beérkezett egy fegyverekkel megrakott teherautó. A felkelők szóltak az ott állóknak, hogy segítsenek lerakodni. Szabó bácsi saját elbeszélése szerint ő maga is bevitt pár puskát és amikor nézegetni kezdte az egyiket, valaki azt mondta neki. „Na, bátyám, ha már a kezében van, tartsa is meg, és maradjon köztünk azzal a nagy bajuszával, legalább megismerjük.” Szóba elegyedett a „fiatal gyerekekkel”, és miután úgy látta, ugyanazt akarják, amit ő, úgy döntött, hogy tényleg marad. Szabó bácsi a későbbiekben is nagyon népszerű volt a Széna téren harcoló pesti srácok közt és részben ennek köszönhette, hogy végig megmaradt főparancsnoknak. (A Corvin közben leváltották a fővezért, és más csoportoknál is gyorsan változott a vezetés.)

### A fegyverszüneti tárgyalások
Eörsi László történész habozó, óvatos vezetőnek mutatja be Szabó bácsit, aki hajlott arra, hogy a konfliktusok helyett kompromisszumos megoldásokat keressen, arra is képes volt azonban, hogy keményen és határozottan képviselje emberei és a forradalom érdekeit.
Az október 25-én alakult Széna téri csoportot a másnap este tárgyalásra érkező Kővágó Sándor alezredes, a  Bem laktanya parancsnoka szerint kezdetben nem Szabó bácsi, hanem egy nem azonosított egyetemista vezette, aki határozottan visszautasította a fegyverletételt a szovjetek kivonulásáig és az ÁVH feloszlatásáig.
Az alezredes másnap már Szabó bácsival találkozott, mint a csoport vezetőjével, aki hajlandó volt tárgyalni arról, hogy ne lőjenek a szovjetekre, és hogy küldjék haza a tizenhat éven aluliakat. Ezek egy része valóban haza is ment, a legtöbben azonban nem voltak hajlandóak.
Még ugyanaznap este Deák Ferenc őrnagy a Forradalmi Szövetség vezetőivel, Butkovszky Emánuellel és Kovács Dénessel ismét a Széna téren jártak, ahol ismét tárgyaltak a felkelőkkel, köztük Szabó bácsival, továbbá Bán Róbert és Ekrem Kemál parancsnokhelyettesekkel. A felkelők felhördültek, amikor a katonák reggel hét óráig fegyverletételre szólították fel őket a szabad elvonulás fejében.
A tárgyalás forró légkörben folyt – egy ízben a fegyverletételt követelő Kovács Dénesre fegyvert is fogtak, Deák őrnagyot pedig állítólag géppisztollyal térítették vissza, mikor el akart rohanni – és Eörsi László szerint Szabó bácsi hajlott volna arra, hogy teljesítsék a katonák követelését (és ajánlatát, hogy a 18 évnél idősebb felkelők fegyveres őrségben maradhatnak a Klement Gottwald Gyárban), de végül a mindezeket határozottan elutasító társai mellé állt. Deák azzal fenyegette őket, hogy harckocsikkal megerősített lángszórós és vegyi alakulatokkal megsemmisítik a csoportot. A döntést Szabó bácsi hozta meg, hogy senkit nem küldenek haza, másnap reggel azonban a csoport nem vállalta az egyenlőtlen harcot a magyar katonák, rendőrök szovjet harckocsikkal megerősített támadása ellen. Szabó bácsi adta ki a parancsot, hogy  hagyják el a bázist, mert azt a tankok rommá fogják lőni, de másnap térjenek vissza (később a tárgyalásokat követően a felkelők valóban visszakapták).
A felkelők, főleg a saját lakhelyükről kiszorított ipari tanulók, nem nyugodtak bele a fejleményekbe. A fegyverszüneti tárgyalásokban ezután Ekrem Kemálnak jutott főszerep. Október 29-én megszületett a megegyezés, a felkelők együtt járőrözhettek a honvédekkel.

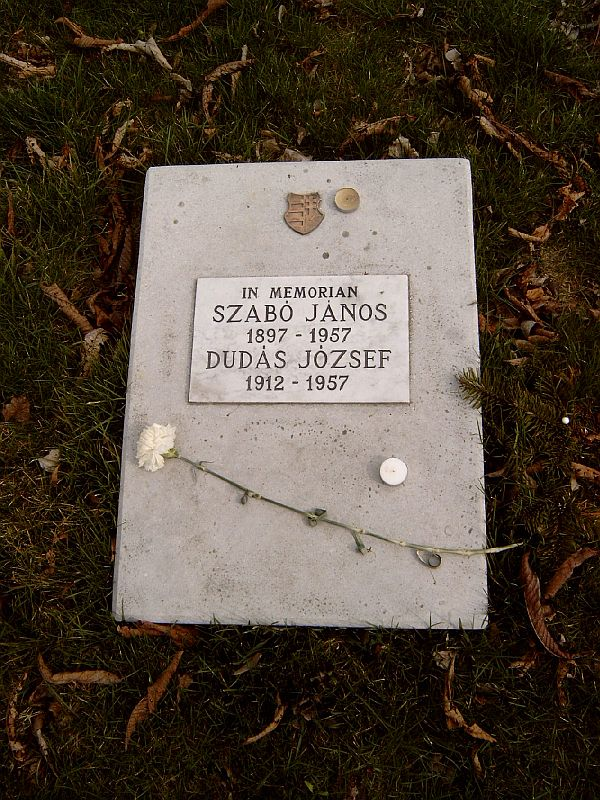
Dudás József és Szabó János sírja Budapesten. Új köztemető: 301.

Szabó bácsi ekkor mutatta meg „másik”, konfliktusvállaló arcát. Súlyos vitája volt a megállapodást megkötő Ekremmel, amiért nem követelte ki, hogy az elkobzott fegyvereket is visszaadják felkelőknek. Sérelmezte, hogy Ekrem Kemál az ő kikerülésével kötötte meg a „Tüzet szüntess!” egyezményt. („Parázs vita keletkezett, mire ő az automata puskáját rám fogta azzal a kijelentéssel, hogy inkább agyonlő, de nem hagy magának dirigálni” – emlékezett vissza vitájukra Ekrem Kemál).
Ezután a Bem laktanyába is bement még aznap délelőtt, és azzal fenyegette meg a katonákat, hogy felmondja a megegyezést. Miután a rendőrség is elégedetlen volt, új tárgyalások kezdődtek, amelyeknek a Köztársaság téri csata híre vetett véget: Szabó bácsi sietve elhagyta a laktanyát a hírnökkel együtt.

### A forradalom után
Felesége a Műszaki Egyetem bölcsődéjének pincéjében bújtatta, hiába kérte, hogy távozzon külföldre, maradni akart. Szabó abban bízott, hogy azok az ÁVH-sok, akiket az ő parancsára engedtek haza a harcok ideje alatt megmentik a legrosszabbtól. Az egyetem portása elárulta, és 1956. november 19-én letartóztatták. Az SZKP Elnökségének küldöttsége Dudás Józseffel együtt kettőjüket jelölte meg mint azonnal hadbíróság elé állítandóakat.
A Legfelsőbb Bíróság Katonai Kollégiumának különtanácsa Ledényi Ferenc hadbíró ezredes elnökletével 1957. január 14-én halálra ítélte, bár az eljárás alatt nyilvánvalóvá vált, hogy emberségesen bánt az ÁVH-s és pártfunkcionárius foglyaival. A négy nap múlva összeülő kegyelmi tanács tagjai közül sem emelt szót senki mellette. Mivel fellebbezésre nem volt lehetőség, másnap, január 19-én végrehajtották az ítéletet.
Sírjának 1989-es exhumálásakor megállapították, hogy csontjai 35 helyen voltak eltörve. Feltehetően agyonverték.